# Hockey Club Lions Courmaosta
Le Hockey Club Lions Courmaosta est une équipe de hockey sur glace valdôtaine de Courmayeur qui a existé de 1993 à 1999. Elle jouait ses matchs internes à la patinoire de Courmayeur.

## Historique
- 1993-1994 : 3e en série A
- 1994-1995 : 3e en série A
- 1995-1996 : Pas inscrite par protestation
- 1996-1997 : 4e en série A
- 1997-1998 : 10e en série A
- 1998 : Coupe d'Italie
- 1998-1999 : 9e en série A